# Llena de amor
Llena de amor (lit. Cheia de Amor) é uma telenovela mexicana produzida por Angelli Nesma Medina para a Televisa e exibida entre 3 de maio de 2010 e 13 de fevereiro de 2011, substituindo Hasta que el dinero nos separe e sendo substituída por Una familia con suerte.
Durante duas semanas dividiu o horário com os últimos capítulos de Hasta que el dinero nos separe.
É um remake da telenovela venezuelana Mi gorda bella, produzida pela RCTV em 2002.
Essa versão é protagonizada pelos atores Valentino Lanús, César Évora, Laura Flores e Ariadne Díaz; co-protagonizada por Altair Jarabo e Armando Araiza; antagonizada por Azela Robinson, Alexis Ayala, Roberto Ballesteros.

## História
Marianela Ruiz y de Teresa Pavón (Ariadne Díaz) é uma jovem doce, divertida, muito inteligente e bastante gordinha. Durante anos, Marianela tem comido chocolates como antidepressivos, pois apesar de irradiar felicidade, ela se sente muito só, já que desde os oito anos viveu em um internato. A mãe Eva (Lucía Méndez), que desde a morte do marido se refugiou no álcool e que com a sua carreira artística não achou ter condições de a educar, optou por essa solução.
O dia em que deve se graduar chega, e Marianela finalmente sonha em se reunir com sua mãe, que lhe pede desculpas por tê-la abandonado tanto tempo, e lhe promete que jamais vão se separar. Marianela se entusiasma diante da ideia de voltar a estar com sua mãe, mas jamais imagina que Eva morrerá de forma misteriosa, em um terrível e misterioso acidente diante de seus próprios olhos.
À raiz disto, Marianela se vê obrigada a ir viver sem sua mãe em uma casa que lhe pertence, mas habitada pelo seu tio Emiliano (César Évora) e de sua esposa Fedra (Azela Robinson), uma mulher perversa e de maus sentimentos, que sempre odiou Eva e que não descansará até destruir a sua própria sobrinha. Dentro da casa dos Ruiz y de Teresa, Marianela sofre várias humilhações, por parte de sua tia e de Kristel (María Elisa Camargo), sua prima que constantemente fala de seu peso. Por isso, Marianela deve procurar a sua força interior para tentar vencer as adversidades que se apresentam em seu caminho. Apesar de tudo, também dentro de seu novo "lar" Marianela verá a luz, e conhecerá o amor ao reencontrar Emanuel Ruíz y de Teresa Curiel (Valentino Lanús), um jovem e bonito publicista que se tornará seu amigo e confidente, que carinhosamente a chama de "minha gordinha formosa".
Por outro lado, Marianela se refugiará constantemente em sua outra tia Netty (Laura Flores), a irmã de sua mãe, uma simpática atriz retirada do mundo do espetáculo, que tem uma pensão. Netty pouco a pouco irá ensinando sua sobrinha a se amar e se valorizar, para enfrentar todos aqueles obstáculos que se apresentam no caminho.

## Elenco
- Valentino Lanús - Emanuel Ruiz y de Teresa Curiel / Lírio de Plata
- César Évora - Emiliano Ruiz y de Teresa
- Laura Flores - Ernestina "Netty" Pavón Romero
- Alexis Ayala - Lorenzo Porta-López
- Roberto Ballesteros - Bernardo Izquierdo
- Azela Robinson - Fedra Curiel de Ruiz y Teresa / Juana Felipa Pérez Fernández
- Armando Araiza - Brandon Moreno Cervantes
- Roberto Palazuelos - Mauricio Fonseca Lombardi
- Altair Jarabo - Ilitia Porta-López Rivero
- Ariadne Díaz - Marianela Ruiz y de Teresa Pavón / Victoria de la Garza Montiel
- Aarón Hernán - Máximo Ruiz y de Teresa
- Maricarmen Vela - Carlota Ruiz y de Teresa
- Angelina Peláez - Mamá Dolores
- Tina Romero - Paula de Franco
- Eduardo Liñán - León Garduño
- Cecilia Gabriela - Camila "Muñeca" Rivero de Porta-López
- Carlos Cobos - Benigno Cruz
- Héctor Sáez - Comissário Agustín Tejeda
- Patricia Martínez - Gladiola Cervantes de Moreno
- Marcela Páez - Consuelo
- Rafael Amador - Fidel Mendoza
- Rosita Pelayo - Flora
- Lorena Enríquez - Dorothy "Doris" Moreno Cervantes
- Ricardo Margaleff - Oliver Rosales / Graciela Agustina "Chelatina" Lozano
- Diego Amozurrutia - Axel Ruiz y de Teresa Curiel
- María Elisa Camargo - Kristel Ruiz y de Teresa Curiel
- Christina Masón - Gretel Ruiz y de Teresa Curiel / Manolo de la Garza Montiel
- Ivonne Ley - Nereida Pérez
- Mariana Van Rankin - Delicia Flores
- Alejandro Felipe - Javier
- Mariana Quiroz - Manzanita
- Alberto Agnesi - André Silva
- Mariluz Bermúdez - Hortensia Piedras
- Michelle Renaud - Lorena Fonseca
- Lili Goret - Carolina
- Otto Sirgo - Juiz Félix Pantoja
- Roberto Blandón - Ricardo
- Raúl Magaña - Luis Felipe Ruiz y de Teresa
- Teo Tapia - Lic. Ordaz
- Vanessa Arias - Jacqueline Pereyra
- Martín Cuguru - Lic. Eugenio Pacheco
- Luis Uribe - Cap. José María Sevilla "El Lirio de Plata"
- Rebeca Mankita - Mayela Santibáñez
- Sergio Jurado - Dr. Arnoldo
- Ricardo Vera - Lic. Rivas
- Karla Sofía Gascón - Jorge Jauma
- Manuela Imaz - Fabiola Fonseca
- Ricardo Franco - Alfredo
- Georgina Pedret - Ángela
- Fernanda López - Begoña Riquelme
- Kelchie Arizmendi - Marilda
- Perla Encinas - Zorayda Ruiz y de Teresa Curiel
- Zoraida Gómez - Juana Felipa Pérez / Fedra Curiel de Ruiz y de Teresa (jovem)
- Marcelo Córdoba - José María Sevilla (jovem)
- Gabriela Goldsmith - Fedra de Curiel
- Oscar Traven - Aristóteles Curiel
- Lizetta Romo - Almudena Rodríguez
- Lucía Méndez - Eva Pavón Romero vda. de Ruiz y de Teresa

## Audiência
Estreou com 20.2 pontos. Sua maior audiência é de 24 pontos, alcançada em 21 de outubro de 2010. Já sua menor audiência é 10.4 pontos, alcançada em 24 de dezembro de 2010, véspera de Natal. Seu último capítulo teve média de 22 pontos. Teve média geral de 19.4 pontos.

## Outras versões
- A versão original foi a telenovela da Venezuela Mi gorda Bella produzida pela RCTV no ano de 2002, produzida Leonor Sardi Aguilera. Foi protagonizada pelos atores Natalia Streignard e Juan Pablo Raba.
- O canal TV3, da Malasia, também fez um  remake intitulado Manjalara em 2007, produzido por Khabir Bhatia e protagonizado por Emelda Rosmila e Jehan Miskin.